# Ticera
Ticera  falu Romániában, Erdélyben, Hunyad megyében. Közigazgatásilag Felsőbulzesd községhez tartozik.
Nicolae Drăganu szerint nevének jelentése 'domb', 'magas domb', 'dombcsúcs', 'hegy', és különböző változataiban (Tiisera, Chicera, Chicerea, Cicely, Citera, Chicerul, Chicerna, Chiciora, Thiora, Chicioara) igen elterjedt Romániában.
Első ízben az 1956-os népszámlálásnál jegyezték önálló településként, addig Felsőbulzesd része volt. 1956-ban 192, 1966-ban 153, 1977-ben 118, 1992-ben 13, 2002-ben 1 lakosa volt, valamennyien románok.
2014-ben a faluban még nem volt villanyvilágítás.